# Si Yajie
Si Yajie (chiń. 司雅杰; pinyin Sī Yǎjié ur. 4 grudnia 1998) – chińska skoczkini do wody. Srebrna medalistka olimpijska z Rio de Janeiro.
Zawody w 2016 były jej pierwszymi igrzyskami olimpijskimi. Po srebro sięgnęła w skokach indywidualnych z dziesięciometrowej wieży. Była w tej konkurencji mistrzynią świata w 2013 i wicemistrzynią w 2017. W 2017 była również mistrzynią świata w skokach synchronicznych. Partnerowała jej Ren Qian. W 2017 i 2019 zwyciężyła w skokach synchronicznych par mieszanych. Dwukrotnie sięgała po złoto igrzysk azjatyckich.